# 피터 엘리엇 (육상 선수)
피터 엘리엇(영어: Peter Elliott, 1962년 10월 9일~)은 영국의 전직 육상 선수로 주 종목은 중거리 달리기이다. 올림픽에 2회 참가하여 1988년 하계 올림픽 남자 1500m 종목 은메달을 획득했다. 또한 세계 선수권 대회에서 은메달 1개를 획득했다.